# Exomaan

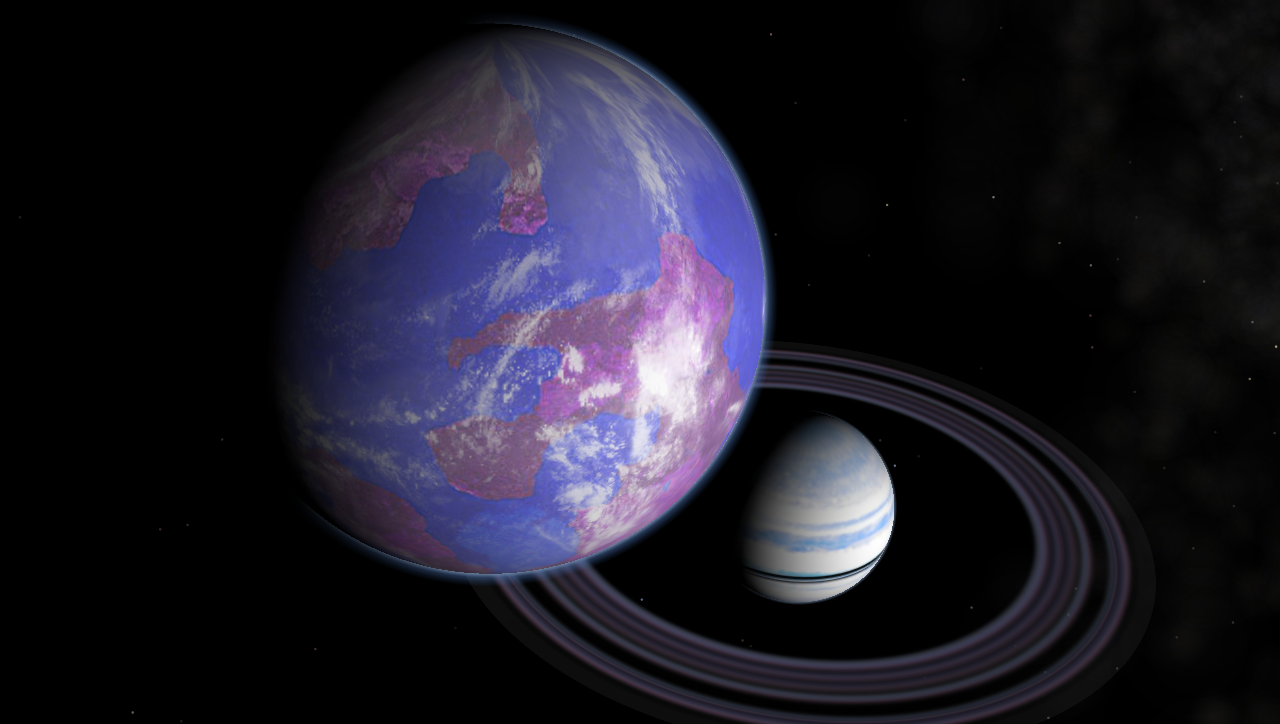
Een exomaan rond een Saturnusachtige exoplaneet

Een exomaan is een natuurlijke maan in een baan rond een exoplaneet. Vooralsnog is er geen enkele exomaan bekend, al bestaat wel het vermoeden dat zulke manen zich bevinden rond WASP-12b, en ook in de immense ring rond het object J1407b.

## Kandidaten
Dit is een lijst van mogelijke exomanen.
| Ster                       | Planeet | Planeet massa (Mj) | Semimajor axis (AU) | Exomaan semimajor axis | Exomaan massa (Me) | Opmerkingen                                                                     |
| -------------------------- | ------- | ------------------ | ------------------- | ---------------------- | ------------------ | ------------------------------------------------------------------------------- |
| 1SWASP J140747.93-394542.6 | J1407b  | 14–26              | 2.2–5.6             | 0,40 AU                | <0.8               | Mogelijke exomaan in het gat in de ring rond J1407b                             |
| 1SWASP J140747.93-394542.6 | J1407b  | 14–26              | 2.2–5.6             | 0,24 AU                | <0.3               | Mogelijke exomaan in het gat in de ring rond J1407b                             |
| 1SWASP J140747.93-394542.6 | J1407b  | 14–26              | 2.2–5.6             | 0,25 AU                | <0.3               | Mogelijke exomaan in het gat in de ring rond J1407b                             |
| WASP-12                    | b       | 1.35–1.43          | 0.0221–0.0237       | ?                      | 0.57–6.4           | Voorspeld op basis van periodieke schommelingen in de lichtsterkte van WASP-12b |
| HD 222582                  | b       |                    |                     |                        |                    | HD 222582 b m                                                                   |